# Der verlorene Horizont (Film)
Der verlorene Horizont (Originaltitel: Lost Horizon) ist ein US-amerikanischer Musicalfilm des Produzenten Ross Hunter und Regisseurs Charles Jarrott aus dem Jahr 1973. Das Drehbuch stammt von Larry Kramer und gilt als desaströse Adaption von James Hiltons 1933 erschienenen Roman Lost Horizon. Als musikalische Vorlage diente Harry Warrens Broadway-Musical Shangri-La von 1956. Der 1972 entstandene Film ist eine Neuverfilmung von Frank Capras Literaturverfilmung Lost Horizon (deutscher Titel: In den Fesseln von Shangri-La) aus dem Jahr 1937.
Die Hauptrollen spielten Peter Finch, Liv Ullmann, Sally Kellerman, George Kennedy und Michael York. Trotz der Starbesetzung war das Kinomusical, wie schon die Broadway-Inszenierung, ein riesiger Kassenflop und zählt zu den „Fünfzig schlechtesten Filmen aller Zeiten“.

## Handlung
Der britische UN-Botschafter Richard Conway leitet eine Friedensmission im südostasiatischen (fiktiven) Staat Baskula. Während eines Aufstandes versucht er mehrere Ausländer nach Hongkong ausfliegen zu lassen. Sein Bruder, der Journalist George Conway, unterstützt ihn bei der Evakuierung. Im letzten Frachtflugzeug, mit dem die Flüchtlinge starten können, befinden sich außer den beiden Brüdern der amerikanische Ingenieur Sam Cornelius, die amerikanische Fotojournalistin Sally Hughes und der amerikanische Komiker Harry Lovett. Nachdem das Flugzeug vom Kurs abweicht, stellen die Passagiere fest, dass ein asiatischer Pilot die Maschine noch vor dem Start übernommen hat und sie gekidnappt werden. Während eines Schneesturms stürzt das Flugzeug im Himalaya ab, wobei der Pilot ums Leben kommt. Die fünf Überlebenden werden gerettet und von Mönchen in ein verborgenes Tal namens Shangri-La gebracht. Der Ort ist ein Paradies, die Bewohner altern nur langsam und behalten ihr jugendliches Aussehen.
Die Neuankömmlinge passen sich schnell an, besonders Richard Conway fühlt sich sehr wohl. Er verliebt sich in Catherine, eine Lehrerin. Es stellt sich heraus, dass Sally drogensüchtig und suizidgefährdet ist. Nach empathischen Gesprächen mit den Mönchen Chang und To-Lenn findet sie jedoch Heilung und inneren Frieden. Sam entdeckt im Tal Gold, welches er aus Shangri-La herausschmuggeln möchte. Sally überzeugt ihn, seine Kenntnisse als Ingenieur besser beim Bau von Bewässerungsanlagen für die Bewohner von Shangri-La einzusetzen. Harry findet daran Gefallen, die Kinder von Shangri-La mit Liedern, Späßen und Tänzen zu erfreuen. Bis auf George sind alle Neuankömmlinge in Shangri-La glücklich. Er verliebt sich in die Tänzerin Maria, möchte jedoch Shangri-La verlassen und sie mitnehmen. Chang erklärt Richard, dass Maria als 20-Jährige vor über 80 Jahren nach Shangri-La kam und warnt, dass sie beim Verlassen des Tals schnell altern würde.
Richard findet Zugang und Vertrauen zum Hohen Lama von Shangri-La. Dieser teilt ihm mit, dass er das Flugzeug entführen ließ, um Richard die Führung und Verantwortung von Shangri-La anzubieten. Kurz darauf stirbt der Hohe Lama. In der gleichen Nacht treffen Sherpas ein, mit denen George und Maria Shangri-La verlassen wollen. Gemeinsam überzeugen sie Richard, mit ihnen zu kommen, ohne sich von Catherine zu verabschieden. Nach dem Verlassen des Tals altert Maria schlagartig und stirbt, woraufhin sich George von einem Berg zu Tode stürzt. Richard kämpft sich allein durch das schneebedeckte Hochland, bricht zusammen und wacht in einem chinesischen Krankenhaus auf. Nach seiner Genesung flieht er in die Berge und findet auf wundersame Weise nach Shangri-La zurück.

## Lieder
| - Share The Joy (Maria) - The World Is a Circle (Catherine, Harry und Kinder) - Living Together, Growing Together (To-Lenn und Ensemble) - I Might Frighten Her Away (Richard und Catherine) - The Things I Will Not Miss (Sally und Maria) - If I Could Go Back (Richard) | - Where Knowledge Ends (Catherine) - Reflections (Sally) - Question Me an Answer (Harry und Kinder) - I Come to You (Richard) - Lost Horizon (gesungen von Shawn Phillips im Vorspann und Abspann) |

## Kinostarts
| - USA: 14. März 1973 - Großbritannien: 26. März 1973 - Irland: 6. Juli 1973 - Japan: 7. Juli 1973 - Dänemark: 11. September 1973 - Bundesrepublik Deutschland: 14. September 1973 | - Schweden: 19. September 1973 - Finnland: 23. November 1973 - Niederlande: 20. Dezember 1973 - Spanien: 8. Februar 1974 - Frankreich: 3. April 1974 |

## Rezensionen
Ross Hunters Musicalfilm zählt zu den größten Flops in der Kinogeschichte, der wohl die bis dahhin meisten Verrisse erhielt. Als Remake von Frank Capras Literaturverfilmung Lost Horizon (1937) ist es unter den „Fünfzig schlechtesten Filmen aller Zeiten“ in einem Buch des Goldene-Himbeere-Begründers John Wilson gelistet. Weltweit sind die Kritiken bis heute verheerend. Die New York Times beschrieb den Film als „großen, abgestandenen Marshmallow“. Charles Champlin nannte das Remake in der Los Angeles Times „stumpfsinnig und langweilig“. Für den Esquire ist es der „schlechteste Film aller Zeiten“. Die Daily News bezeichnete den Film schlichtweg als „Müll“ und „leeres Wald-und-Wiesen-Musical“, die Lieder als „schrecklich“ und die Qualität der Tanzszenen entspräche den „Aufführungen jeder Halbzeit im Super Bowl“. Laut den Kritikern der Fachzeitschrift The Great Hollywood Musical Pictures war die „Story des Drehbuchs veraltet“, die „Musik der schlimmste Fall“ und die Choreografie „unmöglich“.
Auch die Rezensionen im deutschsprachigen Raum sind durchgehend negativ. Beispielsweise gab die deutsche Wochenzeitung Die Zeit dem Film das Prädikat „ärgerlich“ und hielt fest: „Charles Jarrott und sein Produzent Ross Hunter vermurksten Capras schönen Traum zum faden, verlogenen Gartenlauben-Idyll. Ihr Lost Horizon ist ein von Rodgers und Hammerstein-Epigonen lustlos vertontes Zivilisationsflucht-Musical, überlang, schlecht gespielt und voll peinlicher pseudohumanistischer Botschaften.“ Der Filmdienst kommentiert über den Musicalfilm:
„Die zwischen realistischer und märchenhaft-symbolischer Form schwankende Schilderung Hiltons Utopie wirkt durch die unbeholfene Gestaltung und die zusammenhanglos eingebauten Musical-Nummern rührselig und kitschig. Fragwürdig ist auch die einfältige Darlegung ethischer Prinzipien, die in Flucht vor der Verantwortung, in Bequemlichkeit und Mittelmäßigkeit münden.“
Als wesentliche Ursache des Misserfolgs wird, wie schon bei der Broadway-Inszenierung von 1956, aufgeführt, dass sich James Hiltons Erfolgsroman Lost Horizon von 1933 in keiner Weise als Plot für ein Musical oder einen Musikfilm eigne. Zudem habe der unvermeidliche Vergleich mit Capras oscarprämierten Klassiker von 1937 für den Weltflop gesorgt. Die Abweichungen beginnen bei den Charakteren. Aus Robert Conway im Original wurde im Remake Richard Conway. Der Industrielle Barnard verwandelte sich in den Ingenieur Sam Cornelius. Die an Tuberkulose erkrankte Gloria Stone transformierte zur drogensüchtigen Sally Hughes. Den Paläontologen Alexander P. Lovett löste der Komiker Harry Lovett ab. Aus Conways Bruder Georg wurde ein Zeitungsreporter. Der Charakter der Lehrerin blieb erhalten, jedoch hieß sie nun Catherine und nicht mehr Sondra Bizet.
Davon abgesehen, blieb die Handlung praktisch gleich. Lediglich die Berufsbezeichnung der handelnden Personen wurden modernisiert. Hinzugefügt, umgeschrieben oder neu vertont wurden die Musik sowie die Tänze aus dem Broadway-Musical Shangri-La von 1956. Allzu einfache Liedertexte, wie „Lernen kann viel Spaß machen“, und Dialoge, wie „Haben Sie jemals von einem Ort fernab von allem geträumt, wo die Luft, die Sie atmen, weich und sauber ist und Kinder auf grünen Feldern spielen, und das Geräusch von Gewehren nicht mehr in Ihren Ohren klopft?“, gelten als größte Schwachpunkte des Drehbuchs. Dazu kam, dass von den Hauptdarstellern nur Sally Kellerman, Bobby Van und James Shigeta singen konnten. Peter Finchs Gesang doubelte Jerry Hutman. Für Liv Ullmann, die von einer natürlichen musikalischen Präsenz weit entfernt erschien, sang Diane Lee und für Olivia Hussey lieh Andrea Willis ihre Stimme.
Das Filmset konnte ebenfalls nicht verglichen werden. Im Originalfilm von 1937 war die Kulisse von Shangri-La eine außergewöhnliche künstlerische Leistung und gilt bis heute als größte Filmkulisse, die jemals in Hollywood gebaut wurde. Für das Remake musste sich Ross Hunter mit der auf der Columbia Ranch noch vorhandenen und auffallend wenig umgebauten Kulisse des Musicalfilms Camelot von 1967 zufriedengeben. In einem Filmrückblick wurde 2013 zusammengefasst:

„Charles Jarrott ist keine einzige Konsistenz in dem Film gelungen. Der Film beginnt wie ein Thriller mit spektakulären Actionszenen. Sobald die Protagonisten aber in Shangri-La sind, verwandelt sich der Film in ein Musical mit gemischten, häufig schlampigen Ergebnissen. Larry Kramer knüpfte eng an das Drehbuch des Originals an, brachte aber keinen neuen oder fesselnden Blickwinkel in die Story. Die Musik steht im Widerspruch zu den prosaischen Texten, und die realistischen Elemente passen nicht zu den utopischen. Was in Frank Capras Film funktionierte, erscheint hier übertrieben. Das Remake ist ein ernsthafter, überlanger und seltsamer Film, der unter den eigenen Ambitionen zusammenbricht.“

## Auswirkungen
Die desaströsen Wertungen bezogen sich auf den künstlerischen und den wirtschaftlichen Misserfolg. Die Schätzungen über den finanziellen Verlust liegen bei 51 Millionen US-Dollar. Diese Summe gab unter anderem auch der damalige Hauptinvestor von Columbia Pictures Herbert Allen Jr. an.
Das Studio hatte für Lost Horizon den mit dem Golden Globe Award ausgezeichneten Regisseur Charles Jarrott und mit Russ Hunter einen der erfolgreichsten Produzenten in Hollywood unter Vertrag genommen. Gleichfalls waren festverbindliche Engagements mit dem oscarprämierten Drehbuchautor Larry Kramer, den beiden oscarprämierten Komponisten Burt Bacharach und Hal David und mehreren oscarprämierten Filmstars vereinbart. Schon vor dem Beginn der Dreharbeiten ließ das Studio eine gigantische Promotion anlaufen. In der umfangreich betriebenen Print- und Fernsehwerbung erklärten mehrere der Stars, wie stolz sie auf ihr Mitwirken an dem Film waren. Selbst der Gouverneur von Kalifornien, Ronald Reagan, wurde in die PR-Kampagne eingebunden.
In allen Ländern, wo der Film zur Aufführung kam, wurde er auf Plakaten mit Sätzen wie „Kommen Sie in eine neue Welt der Musik, eine neue Welt der Abenteuer und eine neue Welt der Liebe! Kommen Sie nach Shangri-La!“ beworben. Dies gipfelte in einem ZDF-Interview mit Ross Hunters Ankündigung: „Hier ist eine völlig neue Form des Unterhaltungsfilms gefunden worden, die das Publikum heute sehen will.“ Tatsächlich bedeutete dann Lost Horizon für mehrere Mitwirkende einen Rückschlag in ihrer Karriere:
- Charles Jarrott blieben bis an sein Lebensende Engagements für große Filmproduktionen verwehrt. Er wandte sich zu Beginn der 1980er Jahre dem britischen und US-amerikanischen Fernsehen zu, wo er mehrere Erfolge verbuchen konnte.[17]

- Larry Kramer erhielt als Drehbuchautor für Kinofilme von Produzenten nie wieder ein Angebot. Er selbst gab später an, nicht stolz auf sein Drehbuch des Musicalfilms zu sein, betonte aber, dass er durch das mit Ross Hunter vorweg ausgehandelte Honorar für den Rest seines Lebens frei von finanziellen Sorgen sei. Später engagierte sich Kramer erfolgreich als LGBT-Aktivist und gründete die Organisationen Gay Men’s Health Crisis sowie Act Up.[18]

- Burt Bacharach gab in seiner Autobiographie an, dass der Film seiner musikalischen Karriere beinahe ein Ende gesetzt habe. Selbst er beurteilte die Musik und die Lieder als schlecht, da diese nach seinen Aussagen völlig isoliert im Kontext zur Filmhandlung standen. Dies habe er bereits während der Proben bemängelt und sei sogar wegen seiner Kritik im Tonstudio unerwünscht gewesen. Die Ursache sah er in den aufgekommenen Differenzen mit David, der ihn seiner Ansicht nach unzureichend unterstützte. Bacharach komponierte nie wieder die Musik für einen Musicalfilm, wurde jedoch mit den Kompositionen von Studio- und Live-Alben sehr erfolgreich.[19]

- Hal Davids Erfolgssträhne riss nach dem Flop ebenfalls ab.[20] Auch David betrachtete die Musik und die Lieder bereits bei den Vorarbeiten als misslungen, sah aber die Schuld bei Bacharach. Schließlich weigerten sich beide noch vor der Fertigstellung ihres Auftrags, weiter zusammenzuarbeiten. Die Feindseligkeiten gipfelten in einer Reihe von Klagen zwischen dem Komponisten und dem Liedertexter.[21]

- Ross Hunters Karriere als Filmproduzent war nach Lost Horizon faktisch beendet. Es wurde seine letzte Kinoproduktion. Er wechselte 1974 zu Paramount Television und arbeitete dort bis zum Ende des Jahrzehnts für das Fernsehen. In einem 1975 geführten Interview räumte er Fehler ein, betrachtete aber ebenfalls das Scheitern des Soundtracks als Hauptursache für den Megaflop. Für ihn stand und fiel der Musicalfilm mit der Musik und den Liedern. Hunter erklärte wörtlich: „Als wir Bacharach und David engagierten, wussten wir nicht, dass sie kurz davorstanden, ihre Partnerschaft aufzulösen. Sie lieferten die Musik schließlich erst, als wir uns bereits in der Vorproduktion befanden. Und dann war es zu spät. Das Ergebnis war für’n  Arsch. Wir wussten das, aber wir konnten nichts dagegen unternehmen.“[3]

- Columbia Pictures stand nach dem Film vor dem Konkurs. Der Investmentbanker Herbert Allen Jr. übernahm  nach dem Verlust von 50 Millionen Dollar die Kontrolle über das Studio und tauschte das gesamte Management aus.[13] In der Folge wurden aus Kostengründen mehrere Sparten aus dem Unternehmen ausgegliedert. 1982 wurde Columbia Pictures von The Coca-Cola Company aufgekauft und letztlich 1989 von Sony Pictures Entertainment übernommen.[22]

Der Film wurde nie auf VHS veröffentlicht. Als DVD gibt es ihn seit 2011 und als Blu-ray seit 2012 von Sony Pictures Entertainment sowie Warner Bros. Entertainment, jedoch nur in Englisch, Portugiesisch und Spanisch. Diese Versionen enthalten ergänzende Features, unter anderem mit dem Produzenten Ross Hunter sowie Original-Lieder-Demos, die von Burt Bacharach gespielt und gesungen werden. Darunter sind Texte von Hal David, die in der Endversion des Films nicht vorkommen.